# Individualführung
Individualführung ist die ziel- und situationsbezogene Beeinflussung eines Geführten durch einen Vorgesetzten, der den Betroffenen unter Einsatz von Führungsinstrumenten auf einen gemeinsam zu erzielenden Erfolg hinsteuert. Dabei veranlasst ein Vorgesetzter einen einzelnen Mitarbeiter dazu, das zu tun, was er von ihm erwartet (Zielvorgabe oder Zielvereinbarung). Spezielle Formen von Führungsinstrumenten sind Führungstechniken und Führungsstile, die sich beide auf die operative Ebene einer Organisation bzw. auf das zu führende Individuum. beziehen Letztlich impliziert Individualführung immer den Aufbau von Menschenbildern und das Ableiten von Handlungen aus diesen Menschenbildern.

## Elemente der Individualführung
Die Individualführung besteht aus den Merkmalen
- Persönlichkeit des Mitarbeiters, z. B. seine Eigenschaften, Kenntnisse, Fertigkeiten, Erfahrungen, Motive.
- Führungskraft, z. B. ihre Persönlichkeit, Reife, Autorität, Qualifikation und Leistungsbereitschaft.
- Führungsziele, z. B. durch Führung zu erreichende Leistungsziele, Verhaltensziele und Zufriedenheitsziele.
- Führungsinstrumente, z. B. von der Führungskraft einzusetzenden Führungsstile, Führungsmittel und Führungstechniken.
- Führungssituation, z. B. Schwierigkeit der Aufgabe, Einflüsse des Arbeitsplatzes, Privat- und Unternehmenssituation.
- Führungserfolg, z. B. das positive Ergebnis der Bemühungen um Zielerreichung. Er zeigt sich in der Erfüllung der Leistungsziele.
- Wirkung der Führung, z. B. die Veränderung der Einstellungen und des Verhaltens (Change Management) durch Transformationale Führung
- Führungskompetenzen als operational messbare Verhaltensweisen zur Befähigung, Führungsaufgaben erfolgreich zu bewältigen

Das Hinwirken auf die selbstverantwortliche Entfaltung der Persönlichkeit des erfolgreichen Mitarbeiters ist eine wesentliche Aufgabe der Individualführung.

## Typische Führungsstile
Welche Grundhaltung Führungskräfte im Umgang mit den Geführten haben, wird im Führungsstil beschrieben. Die typischen Führungsstile sind:
- autoritär
- autokratisch
- bürokratisch
- charismatisch
- demokratisch
- gruppenorientiert
- kooperativ
- partizipativ
- persönlichkeitsorientiert
- laissez-faire
- patriarchalisch
- sinnorientiert
- richtungsorientiert
- situativ
- transaktional
- transformational[3]